# Hiratsuka Un’ichi

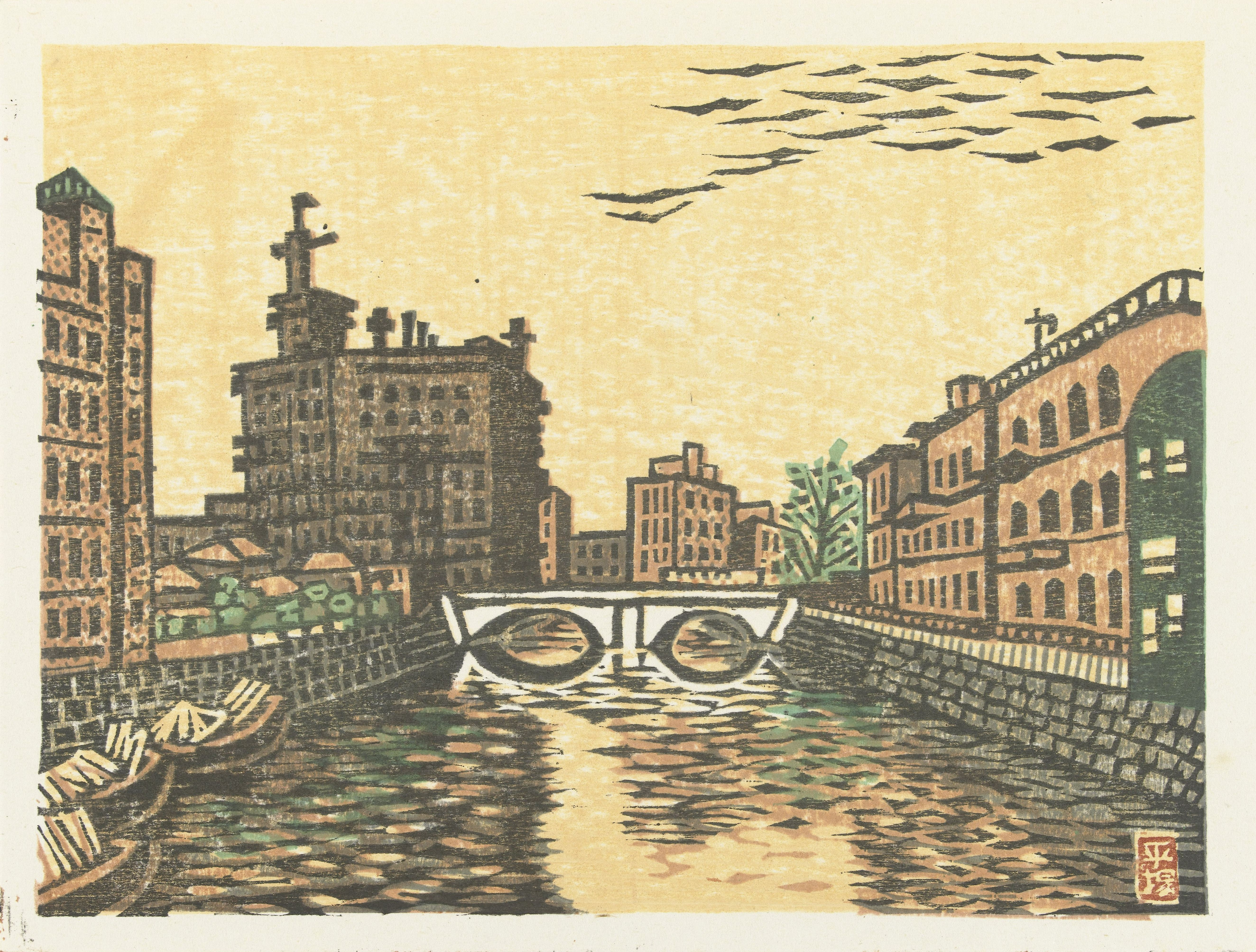
Sukiya Brücke (1945)

Hiratsuka Un’ichi (japanisch 平塚 運一; * 17. September 1895 in Matsue; † 18. November 1997) war ein japanischer Holzschneider und Vertreter der Sōsaku-hanga-Bewegungen, der den traditionellen japanischen Holzschnitt im 20. Jahrhundert erweiterte.

## Leben und Werk
Hiratsuka, Enkel eines Architekten, wuchs auf mit einem Gefühl für Holz und Werkzeuge. Er interessierte sich früh für Malerei und Graphik, besuchte zwar die Handelsschule in Matsue, die er jedoch ohne Abschluss verließ. Während er als Angestellter der Stadt arbeitete, beschäftigte er sich mit Aquarellmalerei. 1913 sah Ishii Hakutei, der gerade von einer Europareise zurückgekehrt war und Matsue besuchte, seine Aquarelle und ermunterte ihn, eine künstlerische Laufbahn zu verfolgen. 
1915 ging Hiratsuka nach Tokyo und studierte westliche Malerei unter Okada Saburōsuke (岡田 三郎助; 1869–1939). Ishii, der sein Interesse an Holzschnitten kannte, empfahl ihm Igami Bonkatsu (伊上 凡骨; 1875–1933), der noch als klassischer Ukiyoe-Holzschneider gearbeitet hatte, als Lehrer. Hiratsuka zeigte seine ersten Drucke 1916 bei der Vereinigung Nika-kai.
In den späten 20er Jahren produzierte er Blätter, angeregt durch alte buddhistische Drucke, in einer kräftigen Schwarzweiß-Manier, die typisch für ihn wurde. Mit seiner Serie von zwölf Drucken „Nach dem Erdbeben“ (1925) in Farbe wurde er allgemein bekannt.
Bis 1935 reiste er durch Japan und lehrte Holzschnittkunst, wobei er unter anderen Munakata Shikō inspirierte. Danach lehrte er Holzschnitt bis 1944 an der Geidai, das erste Mal, dass dort so etwas gelehrt wurde. Zu seinen Schülern zählte Kitaoka Fumio (北岡文雄; 1918–2007). 
Während des Pazifik-Krieges arbeitete Hiratsuka in Beijing, reiste durchs Land und produzierte in der Zeit auch Ansichten von China. Nach dem Krieg arbeitete er mit Onchi Kōshirō zusammen und eröffnete 1948 eine eigene Malschule in Tokio.
1962 besuchte Hiratsuka seine Tochter in den USA und beschloss, ganz dorthin überzusiedeln. So lebte er bis 1994 in Washington D.C. Er blieb weiter künstlerisch aktiv und bekleidete verschiedene Posten in künstlerischen Vereinigungen. Drei Präsidenten beauftragten ihn, Holzschnitte von Gebäuden von nationalem Interesse herzustellen. Dazu gehören das Lincoln Memorial, das Washington Monument und die Library of Congress, die sich in den Sammlungen der National Gallery of Art und der Freer Gallery of Art befinden. Schließlich kehrte Hiratsuka 1994 nach Japan zurück.
Bereits 1970 wurde ihm von der japanischen Regierung der Orden des Heiligen Schatzes verliehen. 1991 wurde das „Hiratsuka Un'ichi Print Museum“ in Suzaka (Präfektur Nagano, s. Weblink) eröffnet.